# Katex
Katex è un comune dell'Azerbaigian situato nel distretto di Balakən. Conta una popolazione di 7 432 abitanti.